# 市之川站
市之川站（日语：／ Ichinokawa eki */?）是位於熊本縣阿蘇市的石，九州旅客鐵道（JR九州）的豐肥本線車站。

## 歷史
- 1960年（昭和35年）3月10日：日本國有鐵道豐肥本線車站啟用[2]。
- 1987年（昭和62年）4月1日：伴隨國鐵分割民營化，車站由九州旅客鐵道（JR九州）營運[3][4][5][2]。
- 2016年（平成28年）4月14日：受到熊本地震的前震影響。宮地至熊本之間暫停服務。
- 2020年（令和2年）8月8日：肥後大津站至阿蘇站之間重開，此站重開[6][7]。

## 車站構造
車站是一座地面車站，設有1面1線的單式月台。此站是無人車站，沒有車站大樓。月台上設有上蓋、長椅和廁所。

## 車站周邊
- 國道57號（日语：国道57号）（站前道路）
- 阿蘇市立阿蘇西小學
- KM生物製劑（日语：KMバイオロジクス）阿蘇分所
- 阿蘇格蘭德里奧度假酒店、高爾夫俱樂部
- Drive In「阿蘇路」[1][8]。

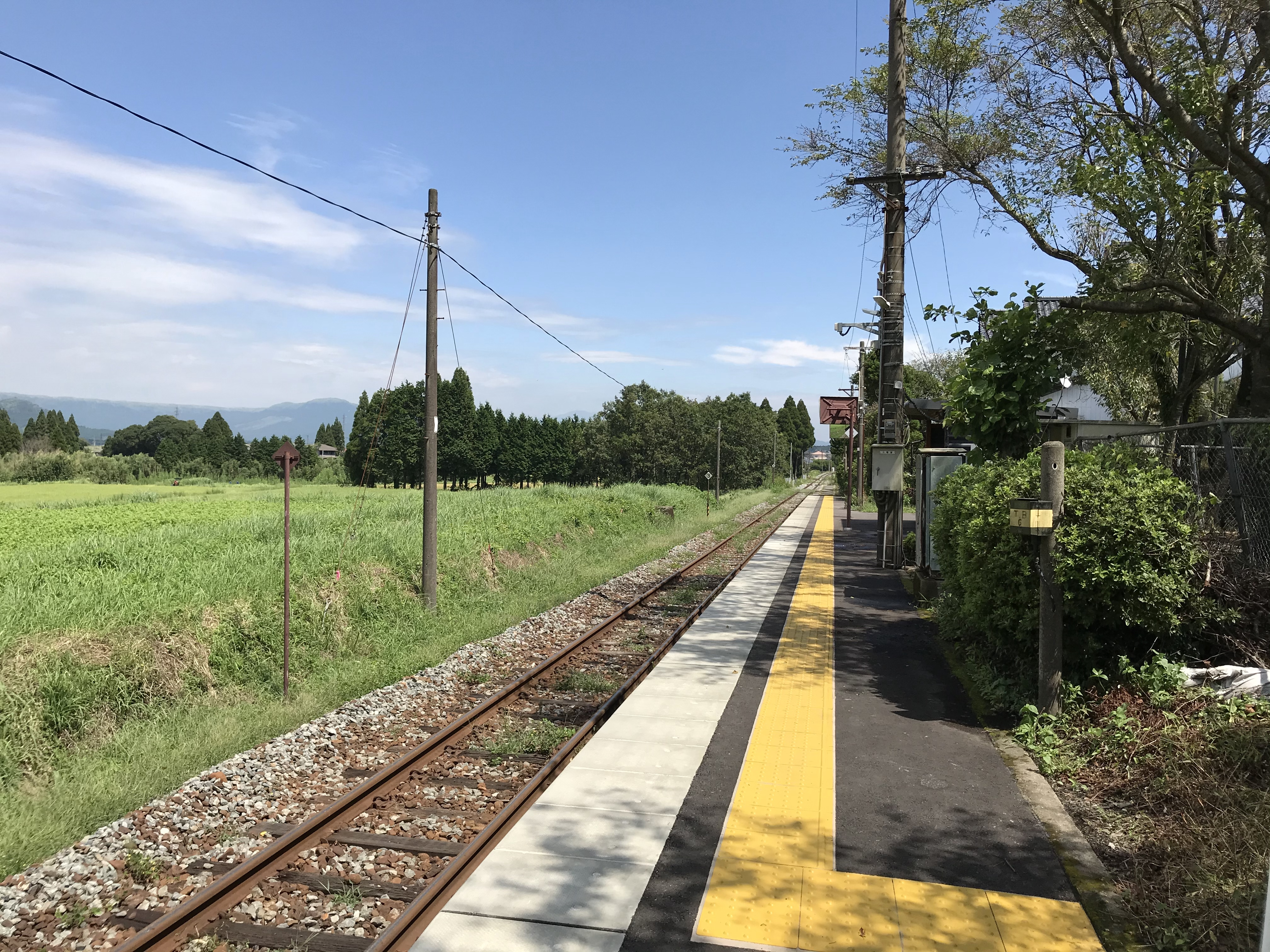
月台(2020年9月)
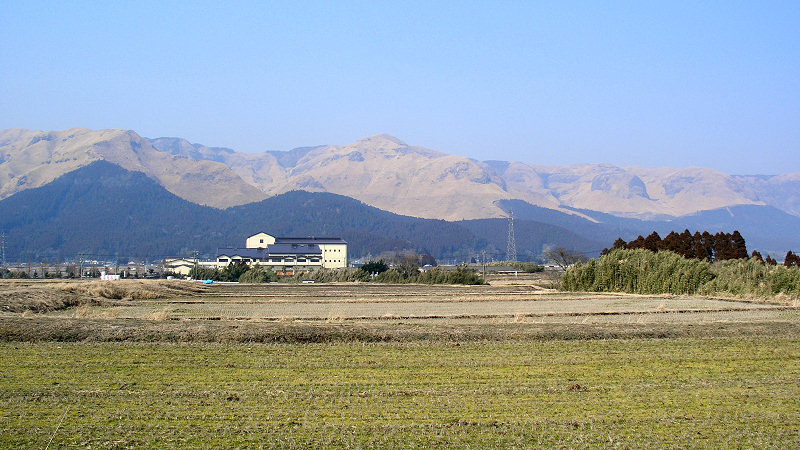
從月台望見阿蘇外輪山

## 相鄰車站
九州旅客鐵道（JR九州）
■豐肥本線
赤水－市之川－內牧

## 注腳
1. 1 2 3 4 5 6 7  . 週刊朝日百科. 38号 大分駅・由布院駅・田主丸駅ほか. 朝日新聞出版. 2013-05-12: 24 （日语）.
2. 1 2 3  曾根悟（監修）. 朝日新聞出版分冊百科編集部（編集） , 编. . 週刊朝日百科. 27号・豊肥本線／久大本線. 朝日新聞出版. 2010-01-24: 14–15 （日语）.
3. ↑  九州鉄道百年祭実行委員会・百年史編纂部会 (编).  初版. 九州旅客鉄道. 1988: 181 （日语）.
4. ↑  『交通年鑑 昭和63年版』 交通協力會，1988年3月。
5. ↑  今村都南雄 『民営化の效果と現実NTTとJR』 中央法規出版，1997年8月。ISBN 978-4805840863
6. ↑   (PDF) (新闻稿). 九州旅客鉄道. 2020-05-27  [2020-05-27]. （原始内容 (PDF)存档于2020-05-27） （日语）.
7. ↑  . 熊本日日新聞. 2020-05-27  [2020-05-27]. （原始内容存档于2020-05-27） （日语）.
8. ↑  . 西日本新聞 (西日本新聞社). 2003-01-24: 25（朝刊） （日语）.

## 外部連結
- 市之川（車站資訊） - 九州旅客鐵道（日語）